# Mōsō nikki
Mōsō nikki (妄想日記?) è il decimo singolo della rock band visual kei giapponese Moran. È stato pubblicato l'11 dicembre 2013 dall'etichetta indie TOY'S FACTORY.
La canzone è una cover del gruppo rock SID ed è stata scelta per le celebrazioni del decennale della band: oltre ad un best of, un nuovo singolo e tour, sono stati scelti 10 artisti che hanno pubblicato altrettanti singoli con le loro versioni del brano. Oltre ai Moran, gli altri gruppi sono Alice jū-ban × Steam Girls, Ayabie, DaizyStripper, DIV, DOG inThe Parallel World Orchestra, Kameleo, R-shitei, ZORO e ν[NEU].
Il singolo è stato stampato in due versioni entrambi in confezione jewel case: una special edition con DVD extra ed una normal edition con copertina e tracklist modificate.

## Tracce
Dopo il titolo è indicata fra parentesi "()" la grafia originale del titolo.

### Special edition
1. Mōsō nikki (妄想日記?) (Mao - Shinji)
2. Lyric of the DEAD (Lyric of the DEAD?) (Hitomi - Soan)
3. Mōsō nikki ~Sentimental ver.~ (妄想日記～センチメンタルver.～?) (Mao - Shinji)

#### DVD
1. Mōsō nikki (妄想日記?); videoclip

### Normal edition
1. Mōsō nikki (妄想日記?) (Mao - Shinji)
2. Lyric of the DEAD (Lyric of the DEAD?) (Hitomi - Soan)
3. Benisashi (紅差し?) (Hitomi - Sizna)
4. Fuyūbyō (浮遊病?) (Hitomi - Soan)

## Formazione
- Hitomi - voce
- Sizna - chitarra
- vivi - chitarra
- Ivy - basso
- Soan - batteria, pianoforte